# Blood In My Eyes
«Blood in My Eyes» пісня групи Sum 41 з п'ятого студійного альбому Screaming Bloody Murder, офіційно виданий 10 вересня 2012 року. Він провалився як чарт, проте був номінований на Греммі.

## Кліп
24 лютого 2012 року було підтверджено в Твітері групи, що пісня «Blood in My Eyes» буде третім синглом альбому. Зйомки кліпу відбулася 29 лютого 2012 року, в пустелі на околицях Лос-Анджелеса. 19 березня 2012 року в Твітері групи було підтверджено, що відео майже готове. 18 квітня 2012 року в Твітері групи було оголошено, що група проведе додаткові зйомки у наступні вихідні. 6 вересня 2012 року, група оголосила, що кліп вийде 10 вересня 2012 року.

## Нагороди
30 листопада Sum 41 були номіновані на Grammy Award for Best Hard Rock/Metal Performance за пісню «Blood in My Eyes». Однак, 12 лютого 2012 року, Foo Fighters перемогли в номінації.

## Список пісень
| Digital download | Digital download   | Digital download |
| #                | Назва              | Тривалість       |
| ---------------- | ------------------ | ---------------- |
| 1.               | «Blood in My Eyes» | 4:16             |

## Історія релізу
| Регіон    | Дата               | Формат  |
| --------- | ------------------ | ------- |
| Worldwide | September 10, 2012 | Airplay |